# Magicka
Magicka — компьютерная игра в жанре приключенческого экшена, разработанная шведской независимой компанией Arrowhead Game Studios и изданная Paradox Interactive в 2011 году для платформы Windows. Издана в России компанией «1С-СофтКлаб» как «Magicka: Ну очень эпическая игра», переводом занималась Snowball Studios.

## Игровой процесс
Magicka является игрой в жанре action-adventure с изометрической 3D-стереоскопической графикой.
Игрок принимает на себя роль волшебника, который хочет остановить злого колдуна, желающего превратить мир в царство хаоса. Игровая кампания состоит из 12 уровней.
В отличие от большинства ролевых игр, в Magicka нет разделения персонажей по классам. Каждый герой вооружён волшебным посохом для сотворения заклинаний и рукопашным оружием, доходящим даже до абсурда. Одним из вариантов такого оружия является меч Экскалибур, расположенный непосредственно в камне, в который и был заключен в своё время, и используемый в качестве своего рода молота. Другим же оружием, поднимающим градус сатиры в игре, является пулемёт М60, «собранный местным кузнецом на коленке из скрепки и дробовика», выдаваемый игроку благодарными жителями за спасение их родной деревни.

### Заклинания и элементы
Игра содержит 8 различных элементов, до пяти из которых можно использовать одновременно в почти любых комбинациях: Вода, Холод, Молния, Земля, Огонь, Щит, Смерть и Жизнь.
Дополнительно некоторые пары элементов автоматически преобразуются в один новый элемент, занимающий один слот:
- Комбинация Воды и Огня создаёт элемент Пара
- Комбинация Воды и Холода создаёт элемент Льда

Также некоторые элементы не совместимы друг с другом, к примеру:
- Комбинация Воды и Молнии — исчезают оба.
- Комбинация Жизни и Смерти — исчезают оба.
- Комбинация Щита с Щитом — исчезают оба.
- Комбинация Молнии с Землёй — исчезают оба.
- Комбинация Огня с Холодом — исчезают оба.

Кроме того, если одежда мага мокрая, выбор элемента Молнии вызовет удар тока по заклинателю.
Система составления заклинаний позволяет каждому игроку подобрать что-то своё для любой ситуации, кроме того, у каждого заклинания есть 4 варианта использования — по площади вокруг мага, направленно в сторону курсора мыши, «на себя» или на своё оружие.
По уровням кампании разбросаны свитки, открывающие новые комбинации, называемые магиками, элементы которых подсвечиваются в меню выбора заклинаний. Например, свиток «Спешка», позволяющий игроку короткое время быстро перемещаться, вызывается комбинацией элементов Молния + Смерть + Огонь.

## Сюжет
В игре четверо магов из духовного ордена сражаются против злого волшебника Гримнира и его созданий, но после маги узнают о том, что Гримнир — «марионетка» в руках Ассатура — злого демона, который хочет уничтожить Мидгард. Мир игры основан на скандинавской мифологии, и с множеством юмористических отсылок к игровой вселенной Warhammer, к серии книг по вымышленной вселенной Терри Пратчетта «Плоский Мир», играм Dungeon Keeper, Diablo, World of Warcraft, Neverwinter Nights, The Legend of Zelda, а также фильмам Star Wars, «300 спартанцев» и «Монти Пайтон и Священный Грааль».

### Разработка и выпуск
12 апреля 2011 года года вышло первое дополнение к игре — Magicka: Vietman. DLC добавляет в игру вьетконговских противников и оружие той эпохи, а также магию напалма. Расширение задумано как отсылка к Battlefield: Bad Company 2: Vietnam, что отражено в рекламных трейлерах.
Вторым дополнением стало Magicka: The Stars are Left, вышедшее 27 октября 2011 года. В игре появился новый режим сюжета и приключений, а также 2 новых костюма, 2 босса и 7 новых врагов. Тематически DLC посвящено творчеству Лавкрафта и мифам про Ктулху. Первоначально дополнение планировалось назвать The Stars are Right, однако выяснилось, что эта торговая марка уже зарегистрирована для другой игры, и название было изменено за 12 часов до премьеры.

## Приём
| Сводный рейтинг       | Сводный рейтинг             |
| Агрегатор             | Оценка                      |
| --------------------- | --------------------------- |
| GameRankings          | 75,89 %                     |
| Metacritic            | 74/100                      |
| Иноязычные издания    |                             |
| Издание               | Оценка                      |
| AllGame               | [ 8 ]                       |
| Eurogamer             | 8/10                        |
| Game Informer         | 7,5/10                      |
| GamePro               | [ 11 ]                      |
| GameSpot              | 7/10                        |
| GameTrailers          | 8,5/10                      |
| IGN                   | 7,0/10                      |
| Русскоязычные издания |                             |
| Издание               | Оценка                      |
| Absolute Games        | 67 %                        |
| ITC.ua                | 4/5                         |
| «PC Игры»             | 7,5/10                      |
| PlayGround.ru         | 8,8/10                      |
| StopGame.ru           | «похвально»                 |
| «Домашний ПК»         | [ 20 ]                      |
| «Игромания»           | 6,5/10 (журнал) 7/10 (сайт) |
| «Игры Mail.ru»        | 8,0/10                      |
| «Мир фантастики»      | 8/10                        |
| «НИМ»                 | 7,5/10                      |
| «Страна игр»          | 7,0/10                      |

### Отзывы критиков
Портал Absolute Games поставил игре 67 %. Обозреватель отметил отличный игровой процесс. К недостаткам была отнесена общая недоработанность игры. Вердикт: «Чудовищные „баги“, досаждавшие первым покупателям, вычищены — спасибо порочной традиции правки по живому. „Сингл“ дурно сбалансирован и скоротечен, хотя, за неимением на PC Castle Crashers, его хватит на вечер-другой. Правда, повторить забег уже не тянет».
Журнал «Игромания» поставил игре 7 баллов из 10, сделав следующее заключение: «Magicka вышла на редкость сырой и забагованной. Но назвать её плохой игрой язык не поворачивается».

### Продажи
Летом 2018 года, благодаря уязвимости в защите Steam Web API, стало известно, что точное количество пользователей сервиса Steam, которые играли в игру хотя бы один раз, составляет 4 976 290 человек.

### Награды
Ранняя незаконченная версия Magicka была названа «Игрой года 2008» на Swedish Game Awards 2008.

## Продолжение
26 мая 2015 года вышла игра Magicka 2. Игра была анонсирована на брифинге Sony на E3 2014, тогда же был показан первый трейлер. В отличие от Magicka, которую разрабатывала компания Arrowhead Game Studios, продолжение разрабатывала компания Pieces Interactive.